# Технологічний інститут Буенос-Айреса
Технологічний інститут Буенос-Айреса (ісп. Instituto Tecnológico de Buenos Aires, ITBA) — це аргентинський приватний університет, розташований в автономному місті Буенос-Айрес. Він був заснований 20 листопада 1959 р. групою моряків та цивільних осіб з метою присвятити його спеціально вивченню інженерії за різними спеціальностями та наук, пов'язаним з морем. У 1998 році він отримав премію Konex Platinum за свої досягнення як навчального заклада за останнє десятиліття в Аргентині. В даний час в ньому навчається понад 10 000 студентів середньої, післядипломної та виконавчої освіти.
У 2020 році ректором Університету був обраний Андрій Агрес — аргентинець українського походження.

## Історія
Академічна діяльність розпочалася у 1960 році, коли почався навчальний процес у перших вступників. З роками кількість студентів значно збільшувалася та додавались різні спеціальності.
До 1965 року інститут працював у будівлі, розташованій на вулиці Куби, 1930 в місті Буенос-Айрес. У 1971 році за рахунок пожертви держави Аргентини Технологічному інституту Буенос-Айреса переведено до будівлі на проспекті Едуардо Мадеро, а в 1994 році до його складу була приєднана нерухомість поблизу, таким чином утворивши головний кампус, який діє і в даний час.
У 2014 році Технологічний інститут Буенос-Айреса відкрив свою першу лабораторію автоматичного виготовлення промислової інженерії. У 2015 році проект Інституційного репозиторію був затверджений з метою «збору науково-академічної продукції Інституту, продукту його науково-дослідної та викладацької діяльності, щоб зробити їх доступними для використання громадою, прагнучи до збільшення рівня прозорості та вплив установи».
У 2016 році він відкрив свою нову штаб-квартиру в Технологічному районі міста Буенос-Айрес, за адресою вул. Лаварден 389, Parque Patricios, де також працює створений у 2013 році Інтегрований центр розвитку машинобудування (CIDIM).

## Спеціальності
- Біоінженерія
- Електронна інженерія
- Електротехніка *
- Промислове машинобудування
- Комп'ютерна інженерія
- Машинобудування
- ВМС
- Нафтотехніка
- Хімічна інженерія
- Бакалавр адміністрації та систем
- Бакалавр у галузі бізнесу та соціальної аналітики
- Не поточні (історичні): Озброєння; Ступінь з океанографії; Ступінь гідрографії; Бакалавр метеорологічних наук

(* більше не відкрита для нових вступників)

## Кар'єра післядипломної роботи

### Докторські
- Доктор технічних наук
- Доктор наук з комп'ютерної техніки
- Докторантура з напряму системних інновацій

### Магістри та спеціалізації
- Магістр стратегічного та технологічного менеджменту (ITBA-EOI)
- Магістр енергетики та довкілля (ITBA-KIT)
- Магістр оцінювання проектів (ITBA-UCEMA)
- Магістр екологічного менеджменту
- Магістр логістики проектів регіональної інтеграції
- Спеціалізація з управління ринком електроенергії
- Спеціалізація з наукових даних
- Спеціалізація з економіки нафти та природного газу
- Спеціалізація з інтегрованого управління логістикою
- Спеціалізація з видобутку нафти та природного газу
- Спеціалізація із заповнення свердловин у нетрадиційних водоймах (сланцевих та щільних)

### Виконавчі програми та дипломи

#### Економіка та фінанси
- Виконавча програма Fintech
- Оцінка інвестиційних проектів за допомогою реальних варіантів
- Аналіз, контроль бюджету та управління
- Диплом у фінансових рішеннях у ланцюжку вартості
- Диплом з фінансів для адміністрації
- Диплом з фінансів відновлюваної енергії
- Диплом з проектування та управління інвестиційними портфелями
- Диплом з криптоекономіки: блокчейн, розумні контракти та криптовалюти (відстань)
- Диплом з криптоекономіки: розширені теми (дистанційне навчання)

Технологія процесів
- Планування процесів на нафтопереробних заводах

#### Логістика та виробництво
- S&OP — ІБП Комплексне планування продажів та операцій
- Диплом з управління портовими та внутрішніми водними шляхами
- Швидке прототипування

Управління та лідерство
- Від приладової панелі до збалансованої таблиці показників
- Стратегія в дії: від стратегічної командної ради до Проекту
- Диплом з організаційного розвитку
- Ефективні усні презентації
- Управління проектами
- Диплом з менеджменту для спортивних організацій
- Дизайнерське мислення
- Диплом з управління проектами
- Диплом про лідерство
- Дизайн досвіду користувача (UX)
- Відкрита виконавча програма інновацій
- Диплом з вищого менеджменту
- Дизайн взаємодії
- Нейрологія застосовується для прийняття рішень
- Інновації та творчість, засновані на нейронауці
- Диплом з гнучких методологій управління проектами та продуктами (відстань)
- Диплом про розумні міста та сталий розвиток
- ДНК новатора
- Розробка цифрових продуктів
- ОКР: основні цілі та результати
- Аналіз бізнесу
- Диплом з аналітики людей
- Диплом з менеджменту

#### Маркетинг
- Диплом з інтернет-маркетингу з орієнтацією в соціальних мережах (відстань)
- Диплом з інтернет-маркетингу з керівництвом в галузі електронної комерції (відстань)
- Диплом з бізнес-маркетингу (B2B)
- Поведінка споживачів та CX
- Реляційний маркетинг та CRM для середовищ B2B
- Моделювання маркетингу B2C: застосовується стратегія
- Виконавча програма в прогнозах продажів (прогноз продажів)
- Інтенсивна програма кількісного маркетингу (маркетингові та маркетингові показники)
- Виконавча програма з маркетингу каналів (торговий маркетинг)

Нафта, газ та енергія
- Диплом ITBA / EUREM з енергетичного менеджменту
- Вступ до нафтової галузі
- Вступ у галузь нетрадиційних ресурсів газу та нафти
- Вступ до морського та скрапленого природного газу (СПГ)
- Нафтова економія та переробка нафти
- Виконавча програма з відновлюваної енергії

#### МСП
- Диплом вищого керівництва для малого та середнього бізнесу та сімейного бізнесу

#### Технологія, право та навколишнє середовище
- Диплом з навколишнього середовища, технологій та права

#### ІКТ
- Диплом з великих даних
- Диплом з глибокого навчання
- Показники для управління ІТ-сервісами (ITSM)
- Диплом з питань управління урядовими та ІТ-сервісами
- Інтернет речей (IoT): бізнес-можливості
- Лабораторія імовірності та статистики в Python
- Виконавча програма з цифрової трансформації
- Виконавча програма Fintech

## Видатні випускники
- Мігель Галуччо, генеральний директор YPF, випускник нафтової інженерії (1994)
- Марія Габріела Маканьї, виконавчий директор Endeavor Argentina, випускник хімічної інженерії (1987)
- Максімо Каваццані, генеральний директор компанії Etermax, творець гри Preguntados, закінчив комп'ютерну техніку (2010)
- Хорхе Альберто Гулу, президент та генеральний директор IBM Аргентина, закінчив промислове машинобудування (1990)
- Федеріко Луїс Прокаччини, директор з Аргентини Google, випускник промислового машинобудування (1999)
- Мартін Альберто Берарді, генеральний директор компанії Ternium Siderar, закінчив промислове машинобудування (1981 р.)
- Пабло Фернандо Орсей, генеральний директор Motorola Аргентина, інженер з промисловості та машинобудування (1982)
- Фернандо Гастон Антело, генеральний менеджер з Аргентини компанії Emerson Network Power, інженер-електронник (1997)